# Teratoclytus changi
Teratoclytus changi là một loài bọ cánh cứng trong họ Cerambycidae.